# Kosovorotka

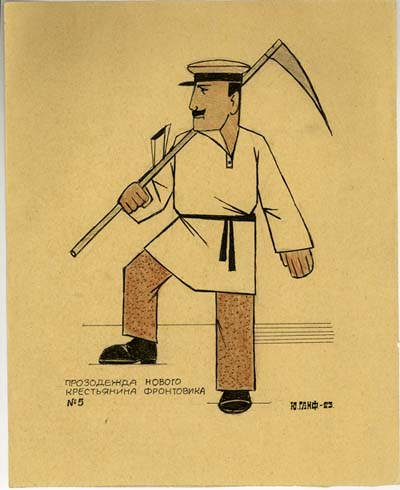
Illustrazione di un uomo con la kosovorotka; Julij Ganf 1923.

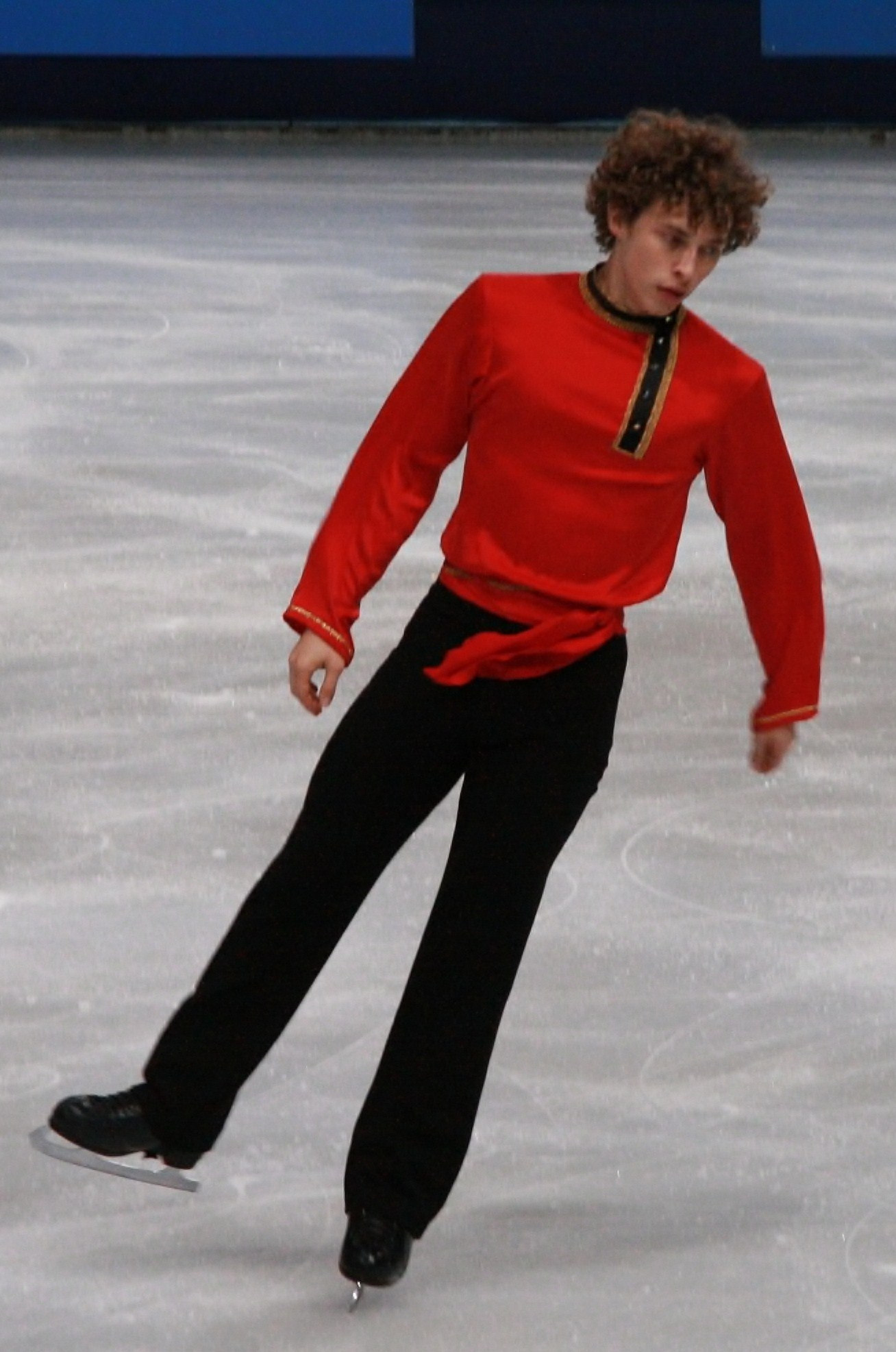
Foto di Adam Riрon, pattinatore di figura statunitense

La kosovorotka (dal russo: косоворотка)  è un tipo di camicia russa maschile, asimmetrica e con abbottonatura laterale.
In lingua italiana è nota col nome di Rubasca, tuttavia in lingua russa rubaška indica "camicia" in senso generale.

## Descrizione
La kosovorotka è una camicia tradizionale russa a maniche lunghe, che arriva fino a metà delle natiche. L'abbottonatura della kosovorotka non segue l'intero orlo della camicia, ma ha diversi bottoni sul colletto, che può essere indossato risvoltato o alzato. L'abbottonatura della camicia non è centrale come nelle tradizionali camicie, ma laterale, anche se l'effettivo posizionamento può cambiare di regione in regione. A differenza delle altre camicie inoltre, la kosovorotka va indossata al di fuori dei pantaloni, e fermata in vita con una cintura, una fascia o persino una coda.

## Storia
Generalmente associata alla tradizione contadina russa, la kosovorotka diventò un diffuso capo di abbigliamento nei primi anni del ventesimo secolo, indossata indifferentemente da diverse classi sociali. La sua popolarità andò scemando dopo la rivoluzione russa del 1917, sostituita da capi di abbigliamento meno elaborati. La kosovorotka è anche conosciuta come tolstovka, o camicia Tolstoj, in quanto indossata da Tolstoj. Attualmente la kosovorotka è principalmente indossata come indumento scenico del folklore russo, o commercializzata come souvenir.